# 10e étape du Tour de France 1996
Pour un article plus général, voir Tour de France 1996.
La 10e étape du Tour de France 1996 a eu lieu le 9 juillet 1996 entre la ville de Turin en Italie et celle de Gap sur une distance de 208,5 km. Elle a été remportée l'Allemand Erik Zabel (Deutsche Telekom). Il devance l'Ouzbek Djamolidine Abdoujaparov (Refin-Mobilvetta) et l'Italien Andrea Ferrigato (Roslotto-ZG Mobili). Le Danois Bjarne Riis, coéquipier de Zabel, conserve le maillot jaune de leader au terme de l'étape du jour.

## Déroulement

### Points distribués
| Sprint intermédiaire Chiusa di San Michele (km 34.5) | Sprint intermédiaire Chiusa di San Michele (km 34.5) | Sprint intermédiaire Chiusa di San Michele (km 34.5) | Sprint intermédiaire Chiusa di San Michele (km 34.5) | Sprint intermédiaire Chiusa di San Michele (km 34.5) |
| ---------------------------------------------------- | ---------------------------------------------------- | ---------------------------------------------------- | ---------------------------------------------------- | ---------------------------------------------------- |
|                                                      | Coureur                                              | Pays                                                 | Équipe                                               | Point(s)                                             |
| 1er                                                  | Erik Zabel                                           | Allemagne                                            | Deutsche Telekom                                     | 6                                                    |
| 2e                                                   | Frédéric Moncassin                                   | France                                               | Gan                                                  | 4                                                    |
| 3e                                                   | Emmanuel Magnien                                     | France                                               | Festina-Lotus                                        | 2                                                    |
| modifier                                             |                                                      |                                                      |                                                      |                                                      |

| Sprint intermédiaire Embrun (km 155) | Sprint intermédiaire Embrun (km 155) | Sprint intermédiaire Embrun (km 155) | Sprint intermédiaire Embrun (km 155) | Sprint intermédiaire Embrun (km 155) |
| ------------------------------------ | ------------------------------------ | ------------------------------------ | ------------------------------------ | ------------------------------------ |
|                                      | Coureur                              | Pays                                 | Équipe                               | Point(s)                             |
| 1er                                  | Erik Zabel                           | Allemagne                            | Deutsche Telekom                     | 6                                    |
| 2e                                   | Frédéric Moncassin                   | France                               | Gan                                  | 4                                    |
| 3e                                   | Udo Bölts                            | Allemagne                            | Deutsche Telekom                     | 2                                    |
| modifier                             |                                      |                                      |                                      |                                      |

| Arrivée d'étape Montée de Sestrières (km 46) | Arrivée d'étape Montée de Sestrières (km 46) | Arrivée d'étape Montée de Sestrières (km 46) | Arrivée d'étape Montée de Sestrières (km 46) | Arrivée d'étape Montée de Sestrières (km 46) |
| -------------------------------------------- | -------------------------------------------- | -------------------------------------------- | -------------------------------------------- | -------------------------------------------- |
|                                              | Coureur                                      | Pays                                         | Équipe                                       | Point(s)                                     |
| 1er                                          | Erik Zabel                                   | Allemagne                                    | Deutsche Telekom                             | 20                                           |
| 2e                                           | Djamolidine Abdoujaparov                     | Ouzbékistan                                  | Refin-Mobilvetta                             | 17                                           |
| 3e                                           | Andrea Ferrigato                             | Italie                                       | Roslotto-ZG Mobili                           | 15                                           |
| 4e                                           | Fabio Baldato                                | Italie                                       | MG Boys Maglificio-Technogym                 | 13                                           |
| 5e                                           | Emmanuel Magnien                             | France                                       | Festina-Lotus                                | 12                                           |
| 6e                                           | Alessandro Bertolini                         | Italie                                       | Brescialat-Verynet                           | 10                                           |
| 7e                                           | Francesco Frattini                           | Italie                                       | Gewiss-Playbus                               | 9                                            |
| 8e                                           | Viatcheslav Ekimov                           | Russie                                       | Rabobank                                     | 8                                            |
| 9e                                           | Maurizio Fondriest                           | Italie                                       | Roslotto-ZG Mobili                           | 7                                            |
| 10e                                          | Laurent Dufaux                               | Suisse                                       | Festina-Lotus                                | 6                                            |
| modifier                                     |                                              |                                              |                                              |                                              |

| Col de Montgenèvre (km 95) 1re catégorie | Col de Montgenèvre (km 95) 1re catégorie | Col de Montgenèvre (km 95) 1re catégorie | Col de Montgenèvre (km 95) 1re catégorie | Col de Montgenèvre (km 95) 1re catégorie |
| ---------------------------------------- | ---------------------------------------- | ---------------------------------------- | ---------------------------------------- | ---------------------------------------- |
|                                          | Coureur                                  | Pays                                     | Équipe                                   | Point(s)                                 |
| 1er                                      | Richard Virenque                         | France                                   | Festina-Lotus                            | 30                                       |
| 2e                                       | Piotr Ugrumov                            | Lettonie                                 | Roslotto-ZG Mobili                       | 26                                       |
| 3e                                       | Jan Ullrich                              | Allemagne                                | Deutsche Telekom                         | 22                                       |
| 4e                                       | Laurent Madouas                          | France                                   | Motorola                                 | 18                                       |
| 5e                                       | Laurent Brochard                         | France                                   | Festina-Lotus                            | 14                                       |
| 6e                                       | Marco Della Vedova                       | Italie                                   | Brescialat-Verynet                       | 12                                       |
| 7e                                       | Pascal Hervé                             | France                                   | Festina-Lotus                            | 10                                       |
| 8e                                       | Tony Rominger                            | Suisse                                   | Mapei-GB                                 | 8                                        |
| 9e                                       | Andrea Tafi                              | Italie                                   | Mapei-GB                                 | 6                                        |
| 10e                                      | Arsenio Gonzalez                         | Espagne                                  | Mapei-GB                                 | 4                                        |
| modifier                                 |                                          |                                          |                                          |                                          |

| Col de la Sentinelle (km 198.5) 3e catégorie | Col de la Sentinelle (km 198.5) 3e catégorie | Col de la Sentinelle (km 198.5) 3e catégorie | Col de la Sentinelle (km 198.5) 3e catégorie | Col de la Sentinelle (km 198.5) 3e catégorie |
| -------------------------------------------- | -------------------------------------------- | -------------------------------------------- | -------------------------------------------- | -------------------------------------------- |
|                                              | Coureur                                      | Pays                                         | Équipe                                       | Point(s)                                     |
| 1er                                          | Rolf Sørensen                                | Danemark                                     | Rabobank                                     | 10                                           |
| 2e                                           | Luc Leblanc                                  | France                                       | Polti                                        | 7                                            |
| 3e                                           | Richard Virenque                             | France                                       | Festina-Lotus                                | 5                                            |
| 4e                                           | Jan Ullrich                                  | Allemagne                                    | Deutsche Telekom                             | 3                                            |
| 5e                                           | Bjarne Riis                                  | Danemark                                     | Deutsche Telekom                             | 1                                            |
| modifier                                     |                                              |                                              |                                              |                                              |

## Classement de l'étape
| \| Classement de l'étape \| Classement de l'étape \| Classement de l'étape \| Classement de l'étape \| Classement de l'étape \| \| Coureur \| Coureur \| Pays \| Équipe \| Temps \| \| --------------------- \| ------------------------ \| --------------------- \| ---------------------------- \| --------------------- \| \| 1er \| Erik Zabel \| Allemagne \| Deutsche Telekom \| 5 h 08 min 10 s \| \| 2e \| Djamolidine Abdoujaparov \| Ouzbekistan \| Refin-Mobilvetta \| + 0 s \| \| 3e \| Andrea Ferrigato \| Italie \| Roslotto-ZG Mobili \| + 0 s \| \| 4e \| Fabio Baldato \| Italie \| MG Boys Maglificio-Technogym \| + 0 s \| \| 5e \| Emmanuel Magnien \| France \| Festina-Lotus \| + 0 s \| \| 6e \| Alessandro Bertolini \| Italie \| Brescialat-Verynet \| + 0 s \| \| 7e \| Francesco Frattini \| Italie \| Gewiss-Playbus \| + 0 s \| \| 8e \| Viatcheslav Ekimov \| Russie \| Rabobank \| + 0 s \| \| 9e \| Maurizio Fondriest \| Italie \| Roslotto-ZG Mobili \| + 0 s \| \| 10e \| Laurent Dufaux \| Suisse \| Festina-Lotus \| + 0 s \| |                          |             |                              |                 |
| |                          |             |                              |                 |
| |                          |             |                              |                 |
| Classement de l'étape |                          |             |                              |                 |
| Coureur | Coureur                  | Pays        | Équipe                       | Temps           |
| 1er | Erik Zabel               | Allemagne   | Deutsche Telekom             | 5 h 08 min 10 s |
| 2e | Djamolidine Abdoujaparov | Ouzbekistan | Refin-Mobilvetta             | + 0 s           |
| 3e | Andrea Ferrigato         | Italie      | Roslotto-ZG Mobili           | + 0 s           |
| 4e | Fabio Baldato            | Italie      | MG Boys Maglificio-Technogym | + 0 s           |
| 5e | Emmanuel Magnien         | France      | Festina-Lotus                | + 0 s           |
| 6e | Alessandro Bertolini     | Italie      | Brescialat-Verynet           | + 0 s           |
| 7e | Francesco Frattini       | Italie      | Gewiss-Playbus               | + 0 s           |
| 8e | Viatcheslav Ekimov       | Russie      | Rabobank                     | + 0 s           |
| 9e | Maurizio Fondriest       | Italie      | Roslotto-ZG Mobili           | + 0 s           |
| 10e | Laurent Dufaux           | Suisse      | Festina-Lotus                | + 0 s           |

## Classement général
| \| Classement général \| Classement général \| Classement général \| Classement général \| Classement général \| \| Coureur \| Coureur \| Pays \| Équipe \| Temps \| \| ------------------ \| ------------------ \| ------------------ \| ------------------ \| ------------------ \| \| 1er \| Bjarne Riis \| Danemark \| Deutsche Telekom \| 47 h 59 min 23 s \| \| 2e \| Evgueni Berzin \| Russie \| Gewiss-Playbus \| + 40 s \| \| 3e \| Tony Rominger \| Suisse \| Mapei-GB \| + 53 s \| \| 4e \| Abraham Olano \| Espagne \| Mapei-GB \| + 56 s \| \| 5e \| Jan Ullrich \| Allemagne \| Deutsche Telekom \| + 1 min 38 s \| \| 6e \| Peter Luttenberger \| Autriche \| Carrera Jeans \| + 2 min 38 s \| \| 7e \| Richard Virenque \| France \| Festina-Lotus \| + 3 min 39 s \| \| 8e \| Miguel Indurain \| Espagne \| Banesto \| + 4 min 38 s \| \| 9e \| Fernando Escartín \| Espagne \| Kelme-Artiach \| + 4 min 49 s \| \| 10e \| Laurent Dufaux \| Suisse \| Festina-Lotus \| + 5 min 03 s \| |                    |           |                  |                  |
| |                    |           |                  |                  |
| |                    |           |                  |                  |
| Classement général |                    |           |                  |                  |
| Coureur | Coureur            | Pays      | Équipe           | Temps            |
| 1er | Bjarne Riis        | Danemark  | Deutsche Telekom | 47 h 59 min 23 s |
| 2e | Evgueni Berzin     | Russie    | Gewiss-Playbus   | + 40 s           |
| 3e | Tony Rominger      | Suisse    | Mapei-GB         | + 53 s           |
| 4e | Abraham Olano      | Espagne   | Mapei-GB         | + 56 s           |
| 5e | Jan Ullrich        | Allemagne | Deutsche Telekom | + 1 min 38 s     |
| 6e | Peter Luttenberger | Autriche  | Carrera Jeans    | + 2 min 38 s     |
| 7e | Richard Virenque   | France    | Festina-Lotus    | + 3 min 39 s     |
| 8e | Miguel Indurain    | Espagne   | Banesto          | + 4 min 38 s     |
| 9e | Fernando Escartín  | Espagne   | Kelme-Artiach    | + 4 min 49 s     |
| 10e | Laurent Dufaux     | Suisse    | Festina-Lotus    | + 5 min 03 s     |

## Classements annexes
| Classement par points | Classement par points    | Classement par points | Classement par points        | Classement par points |
| Coureur               | Coureur                  | Pays                  | Équipe                       | Points                |
| --------------------- | ------------------------ | --------------------- | ---------------------------- | --------------------- |
| 1er                   | Erik Zabel               | Allemagne             | Deutsche Telekom             | 191 pts               |
| 2e                    | Frédéric Moncassin       | France                | Gan                          | 172 pts               |
| 3e                    | Fabio Baldato            | Italie                | MG Boys Maglificio-Technogym | 133 pts               |
| 4e                    | Jeroen Blijlevens        | Pays-Bas              | TVM-Farm Frites              | 121 pts               |
| 5e                    | Djamolidine Abdoujaparov | Ouzbekistan           | Refin-Mobilvetta             | 87 pts                |

| Classement par points | Classement par points    | Classement par points | Classement par points        | Classement par points |
| Coureur               | Coureur                  | Pays                  | Équipe                       | Points                |
| --------------------- | ------------------------ | --------------------- | ---------------------------- | --------------------- |
| 1er                   | Erik Zabel               | Allemagne             | Deutsche Telekom             | 191 pts               |
| 2e                    | Frédéric Moncassin       | France                | Gan                          | 172 pts               |
| 3e                    | Fabio Baldato            | Italie                | MG Boys Maglificio-Technogym | 133 pts               |
| 4e                    | Jeroen Blijlevens        | Pays-Bas              | TVM-Farm Frites              | 121 pts               |
| 5e                    | Djamolidine Abdoujaparov | Ouzbekistan           | Refin-Mobilvetta             | 87 pts                |

| Classement de la montagne | Classement de la montagne | Classement de la montagne | Classement de la montagne | Classement de la montagne |
| Coureur                   | Coureur                   | Pays                      | Équipe                    | Points                    |
| ------------------------- | ------------------------- | ------------------------- | ------------------------- | ------------------------- |
| 1er                       | Richard Virenque          | France                    | Festina-Lotus             | 173 pts                   |
| 2e                        | Bjarne Riis               | Danemark                  | Deutsche Telekom          | 115 pts                   |
| 3e                        | Tony Rominger             | Suisse                    | Mapei-GB                  | 105 pts                   |
| 4e                        | Luc Leblanc               | France                    | Polti                     | 95 pts                    |
| 5e                        | Miguel Indurain           | Espagne                   | Banesto                   | 87 pts                    |

| Classement de la montagne | Classement de la montagne | Classement de la montagne | Classement de la montagne | Classement de la montagne |
| Coureur                   | Coureur                   | Pays                      | Équipe                    | Points                    |
| ------------------------- | ------------------------- | ------------------------- | ------------------------- | ------------------------- |
| 1er                       | Richard Virenque          | France                    | Festina-Lotus             | 173 pts                   |
| 2e                        | Bjarne Riis               | Danemark                  | Deutsche Telekom          | 115 pts                   |
| 3e                        | Tony Rominger             | Suisse                    | Mapei-GB                  | 105 pts                   |
| 4e                        | Luc Leblanc               | France                    | Polti                     | 95 pts                    |
| 5e                        | Miguel Indurain           | Espagne                   | Banesto                   | 87 pts                    |

| Classement du meilleur jeune | Classement du meilleur jeune | Classement du meilleur jeune | Classement du meilleur jeune | Classement du meilleur jeune |
| Coureur                      | Coureur                      | Pays                         | Équipe                       | Temps                        |
| ---------------------------- | ---------------------------- | ---------------------------- | ---------------------------- | ---------------------------- |
| 1er                          | Jan Ullrich                  | Allemagne                    | Deutsche Telekom             | 48 h 01 min 01 s             |
| 2e                           | Peter Luttenberger           | Autriche                     | Carrera Jeans                | + 1 min 00 s                 |
| 3e                           | Leonardo Piepoli             | Italie                       | Refin-Mobilvetta             | + 8 min 26 s                 |
| 4e                           | Manuel Fernández Ginés       | Espagne                      | Mapei-GB                     | + 9 min 26 s                 |
| 5e                           | Michael Boogerd              | Pays-Bas                     | Rabobank                     | + 18 min 36 s                |

| Classement du meilleur jeune | Classement du meilleur jeune | Classement du meilleur jeune | Classement du meilleur jeune | Classement du meilleur jeune |
| Coureur                      | Coureur                      | Pays                         | Équipe                       | Temps                        |
| ---------------------------- | ---------------------------- | ---------------------------- | ---------------------------- | ---------------------------- |
| 1er                          | Jan Ullrich                  | Allemagne                    | Deutsche Telekom             | 48 h 01 min 01 s             |
| 2e                           | Peter Luttenberger           | Autriche                     | Carrera Jeans                | + 1 min 00 s                 |
| 3e                           | Leonardo Piepoli             | Italie                       | Refin-Mobilvetta             | + 8 min 26 s                 |
| 4e                           | Manuel Fernández Ginés       | Espagne                      | Mapei-GB                     | + 9 min 26 s                 |
| 5e                           | Michael Boogerd              | Pays-Bas                     | Rabobank                     | + 18 min 36 s                |

| Classement par équipes | Classement par équipes | Classement par équipes | Classement par équipes |
| Équipe                 | Équipe                 | Pays                   | Temps                  |
| ---------------------- | ---------------------- | ---------------------- | ---------------------- |
| 1re                    | Deutsche Telekom       | Allemagne              | 144 h 07 min 33 s      |
| 2e                     | Mapei-GB               | Italie                 | + 2 min 37 s           |
| 3e                     | Festina-Lotus          | France                 | + 23 min 10 s          |
| 4e                     | ONCE                   | Espagne                | + 26 min 40 s          |
| 5e                     | Rabobank               | Pays-Bas               | + 27 min 59 s          |

| Classement par équipes | Classement par équipes | Classement par équipes | Classement par équipes |
| Équipe                 | Équipe                 | Pays                   | Temps                  |
| ---------------------- | ---------------------- | ---------------------- | ---------------------- |
| 1re                    | Deutsche Telekom       | Allemagne              | 144 h 07 min 33 s      |
| 2e                     | Mapei-GB               | Italie                 | + 2 min 37 s           |
| 3e                     | Festina-Lotus          | France                 | + 23 min 10 s          |
| 4e                     | ONCE                   | Espagne                | + 26 min 40 s          |
| 5e                     | Rabobank               | Pays-Bas               | + 27 min 59 s          |